# Objaw Cardarellego
Objaw Cardarellego – patologiczny objaw, będący modyfikacją objawu Olivera świadczący o obecności:
- tętniaka łuku  aorty
- choroby Gravesa-Basedowa
- zapalenia śródpiersia (niektóre przypadki z obecnością zrostów)
- częstoskurczu napadowego
- niektórych guzów śródpiersia
- opadnięcia trzewi
- zbliżenia tchawicy lub oskrzela lewego do łuku aorty, zachodzącego z innych powodów.

Ze względu na małą specyficzność nie może być on uznany za objaw patognomoniczny dla żadnej z wymienionych chorób.
Jego występowanie stwierdza się w ten sposób, że u chorego trzymającego głowę prosto przesuwa się palcem krtań w lewą stronę – gdy wykonuje ona wówczas ruchy poprzeczne to objaw jest dodatni.